# Sanhe (köping i Kina, Guangxi, lat 22,33, long 109,42)
Sanhe (kinesiska: 三合, 三合镇) är en köping i Kina. Den ligger i den autonoma regionen Guangxi, i den södra delen av landet, omkring 130 kilometer sydost om regionhuvudstaden Nanning. Antalet invånare är 29656. Befolkningen består av 13 702 kvinnor och 15 954 män. Barn under 15 år utgör 29,0 %, vuxna 15-64 år 61 %, och äldre över 65 år 8,0 %.
Genomsnittlig årsnederbörd är 2 386 millimeter. Den regnigaste månaden är juli, med i genomsnitt 436 mm nederbörd, och den torraste är januari, med 40 mm nederbörd.